# Baningenjör

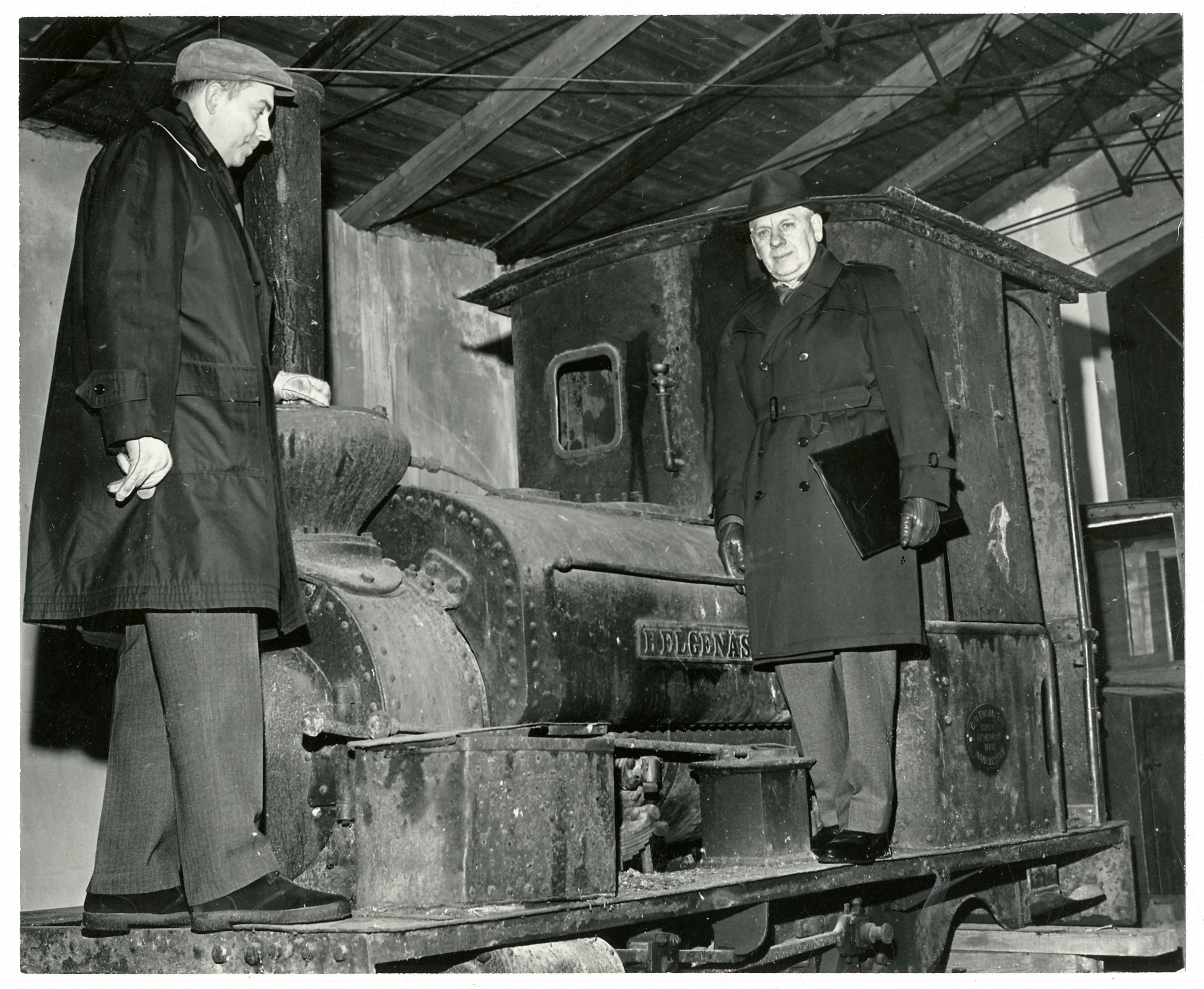
Baningenjör (till vänster) vid ånglok på Östra Södermanlands Järnväg år 1965

Baningenjör var vid en järnväg den tekniske tjänsteman, som inom en bansektion förde befälet, ledde underhålls- och nybyggnadsarbetena samt anordnade banbevakningen och i övrigt handlade och ansvarade för banavdelningens angelägenheter.